# Battle Realms
Battle Realms — компьютерная игра в жанре стратегия в реальном времени, разработанная компанией Liquid Entertainment. Также игра имеет дополнение «Winter of Wolf».  В 2019 году была переиздана  в раннем доступе в Steam под названием «Battle Realms: Zen Edition» с функционирующим многопользовательским онлайн-режимом.

## Сюжет
В одиночной игре сюжет в основном вращается вокруг Кендзи, последнего наследника трона Змея, главного героя игры. Вернувшись из изгнания, он сталкивается с бандитами, совершающими набег на крестьянскую деревню. Кендзи может либо спасти крестьян, либо помочь бандитам убить их. Если он поможет крестьянам, то пойдет по пути клана Дракона. Если же помощь будет оказана бандитам, то пойдет по пути клана Змея.
В "Путешествии Кендзи" игрок может выбрать, какие территории он хочет атаковать в первую очередь. (Отомо, его вассал, дает варианты) Когда Кендзи возвращается из Малкомсона, он должен решить, возродить ли Клан Дракона и спасти честь крестьян или пойти по стопам своего брата и отца, лорда Одзи, и возглавить Клан Змея. Захват территорий приносит пользу, совершенствуется войско, к Кендзи присоединяются другие Мастера Дзен. История сосредоточена на артефакте под названием "Сфера Змея", которую ищут Кендзи и другие кланы, главный герой должен добраться до Шара раньше них.
Главный антагонист игры — Найтвол, на протяжении всей игры пытавшийся помешать Кендзи.

### Кланы
Всего в игре 4 играбельных клана, каждый из которых имеет свои особенности в плане геймплея: Дракон, Змей, Волк и Лотос.
Дракон — светлый клан, появившийся, согласно сюжету игры, в результате раскола клана Змея на светлую и темную стороны. Символы — Ян. Специфические черты — традиционное японское оружие и восточная магия. Также практикуется использование пороха. Традиционный цвет — оранжевый.
Змей — темный клан, являющийся результатом раскола. Символы — Инь. Внешне весьма схож с родственным кланом Дракона, но резко отличается специфика — темная магия и более развитое огнестрельное оружие, нежели у Дракона. Традиционный цвет — красный.
Волк — светлый клан, представляющий собой стереотипных «первобытных» воинов. Символы — Ян. Специфические черты — ставка на грубую физическую силу и природную магию. Традиционный цвет — зелёный.
Лотос — темный клан. Символы — Инь. Самый необычный клан, выделяющийся своим развитием в области магии и технологий. Традиционный цвет — фиолетовый.

### Ресурсы
В Battle Realms нет сложной экономической модели, есть добыча лишь двух ресурсов — риса и воды, которые добывают крестьяне.
Вода — неиссякаемый источник. Крестьяне могут добывать её из ближайшего водоёма с помощью вёдер, а позже из колодцев. Колодцы можно разместить где угодно.
Добыча риса более сложна. Во-первых, он больше используется в игре, нежели вода. Во-вторых, поля — источник риса — нуждаются в поливке.

### Постройки
В Battle Realms вы можете поставить здание под любым углом. Здания могут загораться, будучи атакованными. Но в отличие от Warcraft, где это носило чисто декоративный характер, здесь здания медленно сгорают. Для того чтобы здание не сгорело совсем, нужно его потушить. Делают это крестьяне. Один из них двинется с ведрами либо к речке, либо к ближайшему колодцу. Повреждённые здания поддаются ремонту. У всех кланов здания, по принципу, почти одинаковые, различаются только их внешний вид и названия. Есть несколько спецзданий.

### Вербовка
Очки Инь/Ян тратятся на исследования техник боя. Вербовка производится довольно оригинальным способом для стратегий. Для тренировки нужно завести крестьянина или уже натренированного воина в то здание, где он ещё не обучался. Так на первой ступени у Клана Дракона стоят Копейщики, Лучники и Алхимики, на второй — Воины Дракона, Кабуки и Бомбардиры, а на третьей — Самураи. Причем необязательно воин третьего уровня сильнее воина второго или даже первого. Все зависит от уникальных особенностей, таких как тип наносимого урона, типы брони, положение на местности, высота и т. д. Все юниты кланов уникальны и войско из однотипных воинов обычно очень уязвимо.

Скриншот игры

## Режимы игры
Кампания
В режиме кампании игрок может играть либо за клан Змеи, либо за клан Дракона. В обоих случаях главным героем станет Кэндзи. Он поведёт свой клан в борьбу за власть во всём мире.
Сражения
В режиме сражения игрок может в установках перед боем выбрать количество ресурсов, армии, лошадей, максимальный лимит населения и т. п., а также тип игры. Всего их четыре.
Выживание — стандартный режим. От игрока требуется выжить и убить врага, причём до последнего юнита.
Разрушение — в этом режиме игрок должен уничтожить все постройки противника.
Уничтожить Крепость — От игрока требуется предать огню и мечу вражескую крепость (Keep).
Голод. С самого начала игроку даётся большое количество крестьян и ресурсов (стандартно — 3600 риса и 1000 воды). Задача игрока — разбить врага лишь с этими ресурсами, однако воду добывать можно.

## Рецензии
| Сводный рейтинг    | Сводный рейтинг |
| Агрегатор          | Оценка          |
| ------------------ | --------------- |
| GameRankings       | 82,04 %         |
| Metacritic         | 82/100          |
| Иноязычные издания |                 |
| Издание            | Оценка          |
| AllGame            | [ 5 ]           |
| CVG                | 8/10            |
| Edge               | 7/10            |
| GameSpot           | 8,7/10          |
| GameSpy            | 85 %            |
| GameZone           | 8/10            |
| IGN                | 8,7/10          |
| PC Gamer (US)      | 70 %            |
| X-Play             | [ 13 ]          |
| FHM                | [ 14 ]          |
| ActionTrip         | 9/10            |
| PC Zone            | 86 %            |

Крупнейший российский портал игр Absolute Games поставил игре 80 %. Обозреватель отметил интересный игровой процесс, а к недостаткам отнёс слабый сюжет. Вердикт: «Запоминаются яркие боевые спецэффекты и антураж местности, бесподобной красоты водопады и птицы, что, вереща, вылетают из-под ног неосторожных героев. Ради таких вещей игре можно простить омерзительно ленивую камеру, не позволяющую делать даже банальный zoom; я уже молчу о невозможности произвольного вращения по сторонам. Если же теперь в картину добавить AI, с которым порой очень интересно играть, практически безупречный pathfinding юнитов и наличие всех необходимых „горячих“ клавиш, то желание критиковать игру улетучится само собой, а его место займет „синдром последней миссии“».
Журнал «Игромания» поставил игре 9.0 баллов из 10, сделав следующее заключение: «Battle Realms отточена, как самурайский меч. Идеальная real-time стратегия сегодняшнего дня».